# Yocasta

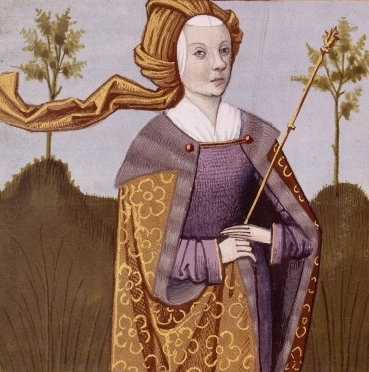
Miniatura de Testard para una ed. del s. XV de la obra de Boccaccio De claris mulieribus: Yocasta. BnF.

En la mitología griega, Yocasta (en griego Ἰοκάστη), también conocida como Epicasta (Ἐπικάστη), era reina de Tebas. Hija de Meneceo, hermana de Hipónome y Creonte y esposa de Layo.
Siendo aún niña, se casó con Layo, rey de Tebas, del cual tuvo un hijo. Un oráculo anunció a Layo que su propio hijo lo mataría, por eso este mandó a un pastor que abandonara al niño en el monte Citerón. En el monte, el niño fue encontrado por otros pastores que lo llevaron ante la reina de Corinto, que lo acogió y lo crio como si fuera su propio hijo. Lo llamó Edipo. Más tarde, Edipo abandonó Corinto para dirigirse a Tebas y en un incidente en el camino, mató a su verdadero padre, Layo, sin ser consciente de quién era.
Se dice que después de que Layo fuera sepultado por Damasístrato, rey de Platea, Creonte ocupó el trono. Durante su reinado una gran calamidad cayó sobre Tebas, pues Hera envió a la Esfinge como azote para el pueblo tebano. Creonte prometió que daría su reino y a su hermana Yocasta en matrimonio a la persona que fuese capaz de resolver el enigma de la Esfinge. Como es fama Edipo consiguió resolver el enigma y además aceptó a Yocasta en matrimonio, sin tener conocimiento de que ambos eran madre e hijo.

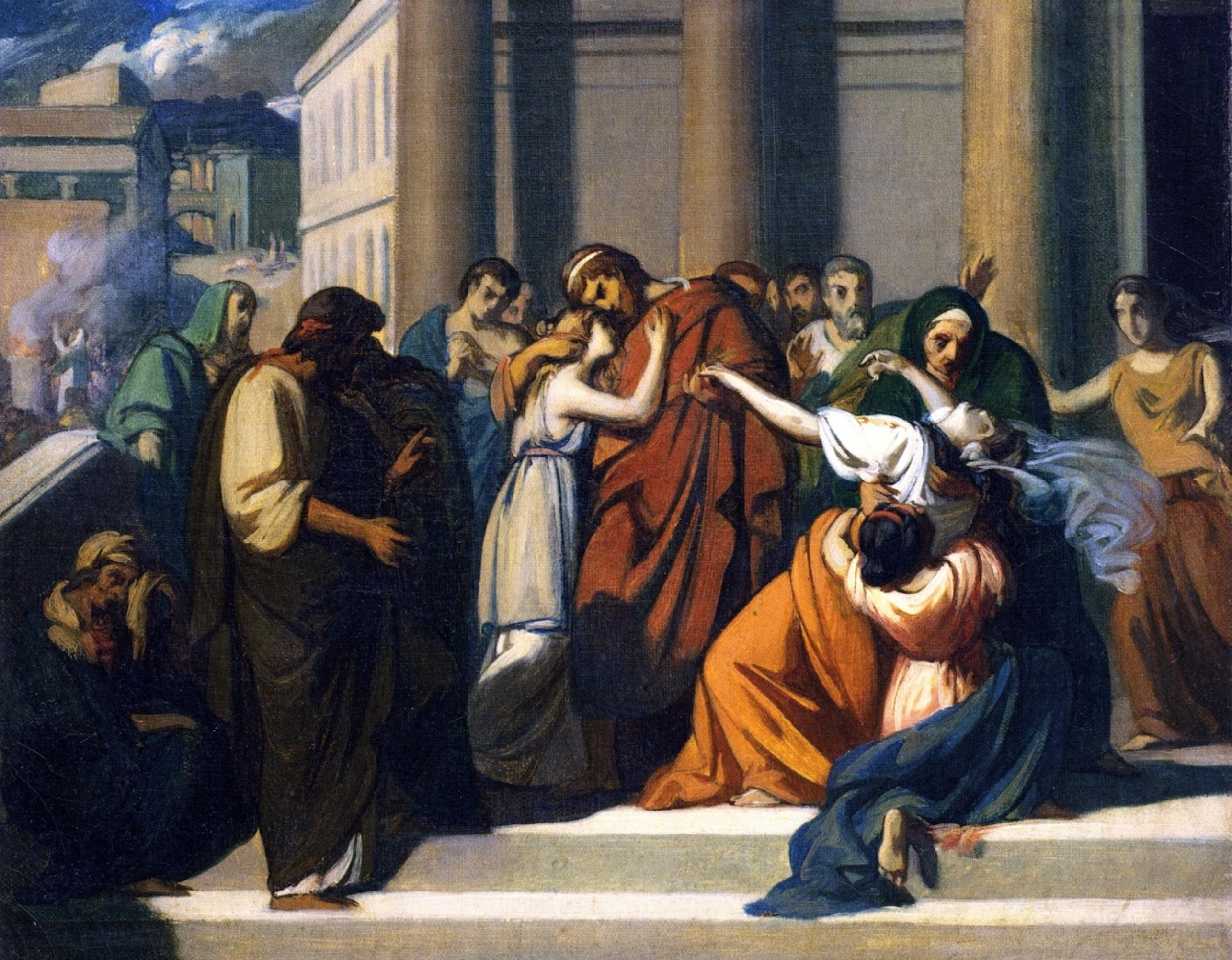
Alexandre Cabanel: Edipo se despide de Yocasta. 1843.

Los trágicos dicen que de la unión entre Yocasta y Edipo nacieron cuatro hijos: Polinices, Etéocles, Ismene y Antígona. La Odisea dice que Epicasta tomó en matrimonio a su hijo sin saberlo y, presa de la culpabilidad al descubrirlo terminó ahorcándose; en esta versión no se menciona a ningún descendiente. Otra fuente dice, en cambio, que la esposa de Edipo y madre de sus hijos fue Euriganea, hija de Hiperfante. Ferécides atribuye dos hijos, Frástor y Laonito, al matrimonio de Edipo y Yocasta, pero añade que también está de acuerdo en que la madre de los cuatro hijos de Edipo era Euriganea.
Más tarde, Yocasta supo que su marido era en realidad su hijo. Por ello se suicidó. En otras versiones (Las fenicias, de Eurípides), su suicidio se produjo después de que sus hijos Etéocles y Polinices se mataran el uno al otro.
Se alude a Yocasta en numerosas fuentes, pero aparece como personaje especialmente importante de la tragedia de Sófocles Edipo rey. De ella, a su vez, se tomó el término complejo de Edipo, utilizado por el Psicoanálisis.